# 光子魚雷
光子魚雷（こうしぎょらい/Photon torpedo)とはSFに登場する架空の弾頭兵器。宇宙空間用の魚雷とされる。
1966年放送開始のアメリカのSFドラマ『スタートレック（邦題「宇宙大作戦」）』第2シーズン3話「超小型宇宙船ノーマッドの謎」にて初登場し、以後様々なSF作品に登場してきた。

## 光子魚雷（スタートレック）
スタートレックにおいて光子魚雷は「宇宙艦が発射する反物質弾頭」を指し、フェイザー（ビーム兵器）、防御シールド、転送等と並び、劇中でもっともよく使われる宇宙艦装備のひとつである。光子魚雷という名称は魚雷が着弾した時点でそれらが反応し、その際に莫大なエネルギーを発生、そのうち多くの反応物質が光子化することに由来するとされている。
光子魚雷は全長2mほどの黒いペレット型ケース内に物質/反物質反応パケット、ワープフィールド維持装置、内部燃料、スラスターなどの機関が詰め込まれた武器である。物質と反物質の対消滅反応を炸薬とした強烈な破壊力を持つ弾頭であり、劇中では魚雷の爆発力設定にもよるが、一撃で小惑星を木っ端微塵にするほどの威力がある。なおスタートレックでは劇中の多くの宇宙艦が反物質を燃料としており（具体的には重水素と反重水素）、反物質を扱う術はごく一般的な技術となっている。
劇中において光子魚雷は、宇宙艦の艦首・艦尾に座する魚雷ランチャーから、赤～オレンジ色の光弾として撃たれ、独特の効果音を伴って標的に向かっていく。類似兵器に空間魚雷(ENTシーズン1～2）、光子性魚雷(ENTシーズン3～4)、量子魚雷(DS9、劇場版TNG)、トランスフェイズ魚雷(VOY)等がある。

### 光子魚雷の意義
宇宙艦は人工的に発生させた高レベルの亜空間フィールドバブル（ワープフィールド）で船体を包むことでワープドライブを実現し、光速の数百倍の速度で移動する。この際、最も脅威となるのが艦の前方から相対的に光速の数百倍の速度で飛び込んでくるデブリ（宇宙塵）であり、そのデブリがたとえ分子ひとつであっても船体に深刻な損傷を与えてしまう。そのため宇宙艦の艦首には進路上数千kmを重力子ビームで一掃しクリアな航路を確保する「ナビゲーションデフレクター」が搭載されているが、小惑星のような巨大な質量を持つデブリは排除することができない。様々な不測の事態に備え、ワープドライブをする宇宙艦にはワープエンジンだけでなく、デブリを破壊するための武器も最低限必要になる。
宇宙艦に搭載される武器には殺傷力が強く、光速伝播して命中しやすい素粒子ビーム兵器のフェイザーやディスラプターが一般的である。しかしそれらは光速伝播であるがゆえに、ワープ（超光速航法）中の使用に著しい制限を伴う（例えばワープ中に前方に撃つとそのまま艦に跳ね返ってきてしまう危険がある。ただしワープフィールド影響下の近距離かつ敵艦とワープ速度が等しければ、ワープ中にフェイザーを撃つこともできる〈VOY82話「プロメテウスの灯を求めて」〉）。そのためワープ中も前方に正常に発射できる武器として、ワープフィールド維持装置を組み込んだ光子魚雷は宇宙航行に必須の装備となっている。
光子魚雷は重力子パルスで魚雷を撃ちだす「魚雷ランチャー」から発射されるが、内蔵のスラスターにより軌道を修正可能である。魚雷ランチャーは艦首と艦尾のみに設置され、艦の側面には一切ない。これは光子魚雷があくまで戦闘目的ではなく航路上のデブリ除去が第一の目的であることを示唆している。

### 運用
本来、光子魚雷はワープ中にデフレクター盤では排除しきれないほどの巨大デブリ除去が使用目的であるが、その破壊力から宇宙艦同士の交戦にもしばしば用いられる。ワープ中に使用できる武器は実質的に光子魚雷のみであるが、戦略の幅が狭いため実際にワープ速度下で交戦することはまれである。なお、VOY121話「異空生命体を呼ぶ者達 後編」では、U.S.S.ヴォイジャーNCC-74656とU.S.S.イクワノックスNCC-72381の交戦で貴重な高速ワープ中の光子魚雷の応酬を見ることができる。通常速度下の交戦の場合でも、宇宙艦はフェイザーと光子魚雷を併用して敵艦の防御シールドを弱らせる。特に光子魚雷は威力が大きいため、決め手となることも多い。
宇宙艦隊の光子魚雷は弾頭のクラスや出力により様々なタイプがある。長距離科学艦であるU.S.S.ヴォイジャーNCC-74656に積載されている光子魚雷はクラス6弾頭で爆発力は200アイソトンとされている（YOY69話「生命体8472　後編」）。またクリンゴン艦やロミュラン艦などの他種族も光子魚雷を装備している。
また光子魚雷の弾頭を外せば中は空洞であり、そのスペースを利用して探査機の容器としたり、宇宙葬の棺に使用することもある（『スタートレックII カーンの逆襲』、VOY128話「電磁空間アレース4」など）。劇場版第12作「スター・トレック イントゥ・ダークネス」では光子魚雷の中に冷凍保存された優勢人類が隠されていた。また劇場版第13作「スター・トレック　ビヨンド」ではモンゴメリー・スコット機関主任が光子魚雷を脱出ポッド代わりに使って、大きな損傷を受けたU.S.S.エンタープライズNCC-1701から脱出した。
光子魚雷は現実の魚雷同様発射管を使用し発射する。この発射管は光子魚雷も量子魚雷も最初から共用できる設定（StarTrek Starship Spotter)と、最初は共用できなかったが25世紀から共用できるようになった（Star Trek Online）設定がある。
変わった所では、シャトルクラフトで行うレース「アンタリア星間横断ラリー」のスタートの合図に使われた（YOY149話「愛の危機」）。

#### 短所
フェイザーと比較した短所としては「反物質を詰め込んだ弾頭兵器」である性質上、艦内に魚雷を安全に保管するための専用格納庫を必要とし、積載量に限界がある点がまず挙げられる。U.S.S.エンタープライズNCC-1701-Dのような大型艦は250基、巨大な宇宙ステーションであるディープスペースナインは5000基もの光子魚雷を積載できるが、U.S.S.ヴォイジャーNCC-74656のような中型の科学艦の場合、光子魚雷は最大36基しか積載できない。U.S.S.ディファイアントNX-74205はヴォイジャーより小型であるものの戦艦という性質上、少なくとも40基以上の量子魚雷を積載でき、かなり大量の魚雷を積み込めるようである。劇場版第10作目「ネメシス」に登場したレムス人の戦艦ウォーバードのシミター号は、27室もの光子魚雷格納庫を持ち、桁外れの火力を持っていた。
またVOY89話「戦慄！オメガ破壊指令」で光子魚雷を艦内で自作するシーンがあるが、そのためには部品製作にエネルギー消費の大きいレプリケーターの使用、組み立てにクルーの労働が必須であり、フェイザーより燃費の悪い武器である。
さらに魚雷ランチャーは艦首と艦尾にしかないためフェイザーのように多方位へ向けて同時発射といった柔軟な射撃は不可能である。
また通常速度下では、光速伝播のフェイザーより弾速が著しく遅いために命中率が低い欠点もある。ただしVOY163話「人間改造惑星クアラ　後編」とPIC23話「17秒」では、あらかじめ発射した光子魚雷を自らのフェイザーで撃ち抜き、爆発による光衝撃波を発生させて敵艦を無力化させるという戦術がなされた。

#### 長所
光子魚雷の長所はその破壊力の大きさと、内蔵されたワープフィールド維持装置の機能によって超光速航行中に使用できる点であり、この場合はフェイザーより弾速は速いことになる。なお直線弾道しかとらないフェイザーと異なり、発射された光子魚雷は搭載された内部燃料とスラスターにより軌道調整が可能であり、トリッキーな弾道を描くことができる。
また用途に合わせて内蔵された機械を調整・改造することができるのも利点である。劇場版第6作目「未知の世界」ではU.S.S.エンタープライズNCC-1701-Aが、遮蔽装置によって透明偽装したクリンゴン艦に対抗するため、クリンゴン艦のインパルスエンジンから排出されるイオンガスを自動追尾するように魚雷を改造して、これを撃破した。またVOY69話「生命体8472後編」ではU.S.S.ヴォイジャーNCC-74656が光子魚雷にナノプローブを組み込み改造した生体分子弾頭を作成したり、VOY167話「終焉の星」では改造した魚雷の爆発を放射能汚染された惑星の大気浄化の触媒にしたこともあるが、これも光子魚雷だからできることである。
さらに「実体のある武器」であるため、直接射撃せずにばら撒くことで機雷のように使ったり（VOY76話「時空侵略戦争　前編」）、シールドの弱まった敵艦の内部に光子魚雷を転送で送り込み敵艦を内部から爆破させる戦術も可能である（VOY109話「ボーグ暗黒フロンティア計画　前編」、VOY139話「苦悩するボーグ・チャイルド」）。

### 類似兵器

#### 量子魚雷(Quantum torpedo)
『スタートレック：ディープスペースナイン』と劇場版第8、10作に登場。光子魚雷のオレンジ色の光弾に対し、こちらは青白い光弾となっている。
2365年にボーグ集合体と遭遇した惑星連邦は、その脅威から自衛するため新しい攻撃兵器の開発に着手する。ただしボーグの侵攻は予想外に早く、翌年の襲来には間に合わなかったが、2371年頃（DS9第3シーズン）からは対ボーグ用に開発された戦闘艦U.S.S.ディファイアントの配備にともなって、光子魚雷より強力な破壊力を持つ量子魚雷(Quantum torpedo)が実用化された。量子魚雷は反物質反応爆発に代わって真空エネルギー（零点エネルギー場）反応爆発を引き起こす弾頭となっており、桁違いの破壊力を持っている。また光子魚雷よりも防御シールドへの浸透率も高い。ただし破壊力が強すぎるため通常の連邦艦に積載されることはなく、戦闘を前提としたかなり少数の艦のみが有する。現代の兵器で例えれば、光子魚雷を通常のミサイルとすると量子魚雷は核ミサイルにあたり、ピカード艦長やシスコ艦長がボーグやジェムハダーなどの強敵に対してのみ使う必殺兵器となっている。

#### 光子性魚雷(Photonic Torpedo)
『スタートレック:エンタープライズ』に登場。
宇宙艦隊最初期の反物質弾頭兵器で、「Photon torpedo」ではなく「Photonic torpedo」と微妙に違う名称で登場する（吹き替えではそのまま「光子魚雷」）。エンタープライズNX-01は弾頭兵器として空間魚雷を装備していたが、常々威力不足を指摘されていた。2153年に危険なデルフィック領域へ赴く際、新兵器の光子性魚雷(Photonic Torpedo)を搭載する。ただし光子魚雷がワープフィールド維持装置によって超光速移動中も使えるのに対して、光子性魚雷は通常速度下のみの兵器となっている。なお宇宙艦隊では2215年より光子性魚雷から光子魚雷への更新が始まった。

#### トリコバルト弾(Tricobalt device)
トリコバルト機雷が『スタートレック：エンタープライズ』29話「許されざる越境」に、トリコバルト爆弾が『宇宙大作戦』23話「コンピューター戦争」に、トリコバルト弾頭が『スタートレック：ヴォイジャー』1話「遥かなる地球へ」と132話「超進化惑星の煌めき」に登場。22世紀時点で利用が確認できる光子魚雷の反物質爆発に匹敵する破壊力を持つ兵器であるが、登場は少なく武器としての使用は限定的である。VOY129話「果てしなき疑惑」によればトリコバルトの爆発は反物質の爆発と異なり、強い亜空間ストレスを発生させ空間を歪めるという。

#### 空間魚雷(Spatial torpedo)
『スタートレック:エンタープライズ』、劇場版第13作に登場。22世紀最初期の宇宙艦に搭載されていた弾頭兵器。

#### トランスフェイズ魚雷(Transphasic torpedo)
『スタートレック：ヴォイジャー』最終話に登場。27年後の未来から来たジェインウェイ提督により、若いジェインウェイ艦長にもたらされた対ボーグ用兵器。スタートレックにおいてボーグ艦は例外なく鉄壁の防御を誇る非常識なまでの強敵に描かれるが、この魚雷はたった１発でボーグ艦を木っ端微塵にする力を持つ。この魚雷は起爆と同時に圧縮亜空間パルスによる多種多様な周波数の爆発を起こし、ボーグの適応シールドの脆弱性を突く。

## 光子魚雷（トップをねらえ！）
日本のSFアニメ『トップをねらえ!』では縮退兵器（マイクロブラックホール兵器）の一種とされており、対宇宙怪獣用の切り札として開発された。光子魚雷以前には宇宙魚雷と呼ばれる兵器が存在したが、宇宙怪獣にはまるで歯が立たなかった。
『スタートレック』のものと違って亜光速で目標に飛んでいくが、破壊力は桁違いで、最初の発射実験では火星の衛星フォボスを一撃で消滅させた。その後も改良が続けられ、ヱクセリオン艦隊が進宙する頃に配備されたものはフォボスより質量が大きい月をも一撃で破壊する程の威力となっていた。
だが、これ程の威力があっても宇宙怪獣を一撃で撃破する事はできず、ガンバスターで運用された時は数十発以上撃ち込んでようやく1体を倒す事が出来たくらいであった。その際、命中した箇所が円形に削られていくシーンが印象的となっている。
カルネアデス計画の最終決戦では更に強化されており、母艦クラスの宇宙怪獣に集中砲火を浴びせて撃破するシーンがある。

## 光子魚雷（フォトントーピドー）が登場する他の作品
- ガンヘッド
- 鋼鉄の咆哮シリーズ
- スターオーシャン Till the End of Time
- 宇宙戦艦ヤマト2199 星巡る方舟
- ガンダム Gのレコンギスタ
- スターラスター
- グラディウスシリーズ
- R-TYPE

## その他
『小さき勇者たち〜ガメラ〜』に登場したガメラ（トト）の必殺技である「トト・インパクト」のデザインは、光子魚雷に影響を受けている。